# Denkmäler der Volksrepublik China (Hubei)
Die folgende Tabelle bietet eine Übersicht zu sämtlichen Denkmälern der Provinz Hubei (Abk. E), die auf der Denkmalliste der Volksrepublik China stehen:
| Name                                                                | Beschluss | Kreis/Ort                | siehe (auch)                                                                                             | Bild |
| ------------------------------------------------------------------- | --------- | ------------------------ | --- | ---- |
| Wuchang qiyi junzhengfu jiuzhi 武昌起义军政府旧址                   | 1-7       | Wuhan shi 武汉市         | Ehemaliger Sitz der Militärregierung während des Aufstandes von Wuchang (Xinhai-Revolution 1911) (Wuhan) |      |
| Wudang Shan jindian 武当山金殿                                      | 1-94      | Danjiangkou shi 丹江口市 | Vergoldete Bronze-Halle im Wudang-Gebirge (Danjiangkou)                                                  |      |
| Chu Jinan gucheng 楚纪南故城                                        | 1-147     | Jingzhou shi 荆州市      | Stätte der Hauptstadt des Staates Chu in Jinancheng (Jingzhou)                                           |      |
| Baqi huiyi huizhi 八七会议会址                                      | 2-5       | Wuhan shi 武汉市         | Stätte der Sitzung vom 7. August 1927 (unter dem Vorsitz von Qu Qiubai) (Wuhan)                          |      |
| Yuquan si ji tieta 玉泉寺及铁塔                                     | 2-17      | Dangyang shi 当阳市      | Yuquan-Tempel und seine Eiserne Pagode (Dangyang)                                                        |      |
| Zixiao Gong 紫霄宫                                                  | 2-25      | Danjiangkou shi 丹江口市 | Zixiao-Tempel („Palast der purpurfarbigen Wolken“), im Wudang-Gebirge (Danjiangkou)                      |      |
| Tonglüshan gu tongkuang yizhi 铜绿山古铜矿遗址                      | 2-51      | Daye shi 大冶市          | Stätte des antiken Kupferbergwerks Tonglüshan (Westliche Zhou-Dynastie – Westliche Han-Dynastie) (Daye)  |      |
| Li Shizhen mu 李时珍墓                                              | 2-59      | Qichun xian 蕲春县       | Grab von Li Shizhen (Kreis Qichun)                                                                       |      |
| Beifa Tingsi qiao zhanyi yizhi 北伐汀泗桥战役遗址                   | 3-23      | Xianning shi 咸宁市      | Stätte der Tingsiqiao-Schlacht während der Nordexpedition (Xianning)                                     |      |
| Hong'an Qiliping geming jiuzhi 红安七里坪革命旧址                   | 3-24      | Hong'an xian 红安县      | Revolutionäre Stätte von Qiliping in Hong’an (Kreis Hong’an)                                             |      |
| Xiang E xi geming genjudi jiuzhi 湘鄂西革命根据地旧址               | 3-30      | Honghu shi 洪湖市        | Ehemaliger revolutionärer Stützpunkt der Hunan-West-Hubei-Basis (Honghu)                                 |      |
| „Zhishi Xuanyue“ paifang “治世玄岳”牌坊                             | 3-101     | Danjiangkou shi 丹江口市 | „Zhi shi xuan yue“ Gedenkbogen (Danjiangkou)                                                             |      |
| Guangde si Duobao ta 广德寺多宝塔                                   | 3-156     | Xiangfan shi 襄樊市      | Duobao-Pagode des Guangde-Tempels (Xiangfan)                                                             |      |
| Yitingming moya shike 怡亭铭摩崖石刻                                | 3-175     | Ezhou shi 鄂州市         | Steininschriften des Yiting-Pavillons (Tang-Dynastie) (Ezhou)                                            |      |
| Qujialing yizhi 屈家岭遗址                                          | 3-194     | Jingshan xian 京山县     | Qujialing-Stätte (Kreis Jingshan) (Qujialing-Kultur, spätes Neolithikum)                                 |      |
| Panlongcheng yizhi 盘龙城遗址                                       | 3-199     | Wuhan shi 武汉市         | Panlongcheng-Stätte (shangzeitliche Stadt) (Wuhan)                                                       |      |
| Baling shan gu muqun 八岭山古墓群                                   | 3-230     | Jingzhou shi 荆州市      | Alte Gräber am Baling Shan (Jingzhou)                                                                    |      |
| Leigudun gumuqun 擂鼓墩古墓群                                       | 3-231     | Suizhou shi 随州市       | Gräbergruppe von Leigudun (Grab des Markgrafen Yi von Zeng u. a.) (Suizhou)                              |      |
| Ming Xianling 明显陵                                                | 3-253     | Zhongxiang shi 钟祥市    | Xianling-Mausoleum (Ming-Dynastie) (Zhongxiang)                                                          |      |
| Li Zicheng mu 李自成墓                                              | 3-255     | Tongshan xian 通山县     | Grab von Li Zicheng (Kreis Tongshan)                                                                     |      |
| Jigong shan yizhi 鸡公山遗址                                        | 4-3       | Jingzhou shi 荆州市      | Jigongshan-Stätte (Jingzhou)                                                                             |      |
| Shijiahe yizhi 石家河遗址                                           | 4-15      | Tianmen shi 天门市       | Shijiahe-Stätte (Tianmen)                                                                                |      |
| Diaolongbei yuzhi 雕龙碑遗址                                        | 4-16      | Zaoyang shi 枣阳市       | Diaolongbei-Stätte (Neolithikum) (Zaoyang)                                                               |      |
| Jishan Chu muqun 纪山楚墓群                                         | 4-60      | Shayang xian 沙洋县      | Chuzeitliche Gräber von Jishan (Kreis Shayang)                                                           |      |
| Nanyan gong 南岩宫                                                  | 4-123     | Danjiangkou shi 丹江口市 | Nanyan-Palast (Danjiangkou)                                                                              |      |
| Xiangyang “Gulongzhong” 襄阳“古隆中”                                | 4-149     | Xiangfan shi 襄樊市      | „Altes Longzhong“ in Xiangyang (Xiangfan)                                                                |      |
| Jingzhou chengqiang 荆州城墙                                        | 4-150     | Jingzhou shi 荆州市      | Alte Stadtmauer von Jingzhou                                                                             |      |
| Wuhan guomin zhengfu jiuzhi 武汉国民政府旧址                        | 4-229     | Wuhan shi 武汉市         | Ehemaliger Sitz der Nationalregierung in Wuhan                                                           |      |
| Xinsijun wushi silingbu jiuzhi 新四军五师司令部旧址                 | 4-245     | Dawu xian 大悟县         | Ehemaliges Hauptquartier der 5. Division der Neuen Vierten Armee (Kreis Dawu)                            |      |
| Xuetangliangzi yizhi 学堂梁子遗址                                   | 5-79      | Yun xian 郧县            | Xuetangliangzi-Stätte (Stadtbezirk Yunyang)                                                              |      |
| Guanmiaoshan yizhi 关庙山遗址                                       | 5-80      | Zhijiang shi 枝江市      | Guanmiaoshan-Stätte (der Daxi-Kultur) (Zhijiang)                                                         |      |
| Menbanwan yizhi 门板湾遗址                                          | 5-81      | Yingcheng shi 应城市     | Menbanwan-Stätte (Yingcheng)                                                                             |      |
| Zoumaling yizhi 走马岭遗址                                          | 5-82      | Shishou shi 石首市       | Zoumaling-Stätte (Shishou)                                                                               |      |
| Yinxiangcheng yizhi 阴湘城遗址                                      | 5-83      | Jingzhou shi 荆州市      | Yinxiangcheng-Stätte (Jingzhou)                                                                          |      |
| Mopanshan yizhi 磨盘山遗址                                          | 5-84      | Dangyang shi 当阳市      | Mopanshan-Stätte (Dangyang)                                                                              |      |
| Longwan yizhi 龙湾遗址                                              | 5-85      | Qianjiang shi 潜江市     | Longwan-Stätte (Qianjiang)                                                                               |      |
| E wangcheng yizhi 鄂王城城址                                        | 5-86      | Daye shi 大冶市          | Stätte der Stadt des Königs von E (Östliche Zhou-Dynastie) (Daye)                                        |      |
| Jijiahu chengzhi 季家湖城址                                         | 5-87      | Dangyang shi 当阳市      | Stätte der alten Stadt Jijiahu (Chu) (Dangyang)                                                          |      |
| Chu huangcheng chengzhi 楚皇城城址                                  | 5-88      | Yicheng shi 宜城市       | Stätte der herrschaftlichen Stadt von Chu (Yicheng)                                                      |      |
| Husi-Brennofen                                                      | 5-89      | Wuhan                    | Husi-Brennofen-Stätten (Wuhan)                                                                           |      |
| Yuxu gong yizhi 玉虚宫遗址                                          | 5-90      | Danjiangkou shi 丹江口市 | Yuxu-Palast (Danjiangkou)                                                                                |      |
| Ming Chu wang mu 明楚王墓                                           | 5-175     | Wuhan shi 武汉市         | Ming Chu wang mu (Wuhan)                                                                                 |      |
| Sizu si ta 四祖寺塔                                                 | 5-359     | Huangmei xian 黄梅县     | Pagode des Sizu-Tempels (Kreis Huangmei)                                                                 |      |
| Dashuijing gu jianzhuqun 大水井古建筑群                             | 5-360     | Lichuan shi 利川市       | Alte Architektur von Dashuijing (Lichuan)                                                                |      |
| Xiangyang chengqiang 襄阳城墙                                       | 5-361     | Xiangfan shi 襄樊市      | Stadtmauer von Xiangyang (Xiangfan)                                                                      |      |
| Xiangyang wangfu lüyingbi 襄阳王府绿影壁                            | 5-362     | Xiangfan shi 襄樊市      | Grüne Abschirmungswand im herrschaftlichen Sitz von Xiangyang (Xiangfan)                                 |      |
| Longgang geming jiuzhi 龙港革命旧址                                 | 5-493     | Yangxin xian 阳新县      | Revolutionäre Stätte von Longgang (Kreis Yangxin)                                                        |      |
| Wuhan nongmin yundong jiangxisuo jiuzhi 武汉农民运动讲习所旧址      | 5-494     | Wuhan shi 武汉市         | Ausbildungsstätte der Wuhan-Bauernbewegung (Wuhan)                                                       |      |
| Dazhimen huochezhan 大智门火车站                                    | 5-495     | Wuhan shi 武汉市         | Dazhimen-Bahnhof (Wuhan)                                                                                 |      |
| Jianghanguan dalou 江汉关大楼                                       | 5-496     | Wuhan shi 武汉市         | Jianghanguan-Zollgebäude (1862 eröffnet, Wuhan)                                                          |      |
| Wuhan daxue zaoqi jianzhu 武汉大学早期建筑                          | 5-497     | Wuhan shi 武汉市         | Frühe Gebäude der Wuhan-Universität (Wuhan)                                                              |      |
| Zhan Tianyou guju 詹天佑故居                                        | 5-498     | Wuhan shi 武汉市         | Ehemaliger Wohnsitz von Jeme Tien Yow (Wuhan)                                                            |      |
| Jianshi zhiliren yizhi 建始直立人遗址                               | 6-157     | Jianshi xian 建始县      | Fundstätte des Jianshi-Menschen (Kreis Jianshi)                                                          |      |
| Majiayuan yizhi 马家垸遗址                                          | 6-158     | Shayang xian 沙洋县      | jungsteinzeitliche-Stätte der Majiayuan-Kultur (Kreis Shayang)                                           |      |
| Taojiahu yizhi 陶家湖遗址                                           | 6-159     | Yingcheng shi 应城市     | Taojiahu-Stätte (Yingcheng)                                                                              |      |
| Jimingcheng yizhi 鸡鸣城遗址                                        | 6-160     | Gong'an xian 公安县      | Jimingcheng-Stätte (Kreis Gong’an)                                                                       |      |
| Deng guo guzhi 邓国故址                                             | 6-161     | Xiangfan shi 襄樊市      | Stätte des alten Staates Deng (Xiangfan)                                                                 |      |
| Shizhou chengzhi 施州城址                                           | 6-162     | Enshi shi 恩施市         | Stätte der Stadt Shizhou (Enshi)                                                                         |      |
| Tangya tusi chengzhi 唐崖土司城址                                   | 6-163     | Xianfeng xian 咸丰县     | Tusi-Stätten von Tangya (Kreis Xianfeng)                                                                 |      |
| Rongmei tusi yizhi 容美土司遗址                                     | 6-164     | Hefeng xian 鹤峰县       | Tusi-Stätten von Rongmei (Kreis Hefeng)                                                                  |      |
| Qingshan muqun 青山墓群                                             | 6-268     | Zhijiang shi 枝江市      | Qingshan-Gräber (Zhou-Dynastie) (Zhijiang)                                                               |      |
| Jiuliandun muqun 九连墩墓群                                         | 6-269     | Zaoyang shi 枣阳市       | Jiuliandun-Gräber (Zaoyang)                                                                              |      |
| Guanling 关陵                                                       | 6-270     | Dangyang shi 当阳市      | Guanling (Dangyang)                                                                                      |      |
| Baizi ta 柏子塔                                                     | 6-657     | Macheng shi 麻城市       | Baizi-Pagode (Macheng)                                                                                   |      |
| Wuzu si 五祖寺                                                      | 6-658     | Huangmei xian 黄梅县     | Kloster des Fünften Patriarchen (Kreis Huangmei)                                                         |      |
| Ezhou Guanyin ge 鄂州观音阁                                         | 6-659     | Ezhou 鄂州市             | Ezhou Guanyin-Pavillon (Ezhou)                                                                           |      |
| Yumuzhai 鱼木寨                                                     | 6-660     | Lichuan shi 利川市       | Yumuzhai (Lichuan)                                                                                       |      |
| Jingzhou sanguan 荆州三观                                           | 6-661     | Jingzhou shi 荆州市      | Drei Tempel von Jingzhou (Jingzhou)                                                                      |      |
| Jingzhou wanshou baota 荆州万寿宝塔                                 | 6-662     | Jingzhou shi 荆州市      | Wanshou-Pagode von Jingzhou (Jingzhou)                                                                   |      |
| Huangling miao 黄陵庙                                               | 6-663     | Yichang shi 宜昌市       | Huangling-Tempel (Yichang)                                                                               |      |
| Cihe Cheng'en si 茨河承恩寺                                         | 6-664     | Gucheng xian 谷城县      | Cheng'en-Tempel in Cihe (Kreis Gucheng)                                                                  |      |
| Zhongxiang Wenfeng ta 钟祥文风塔                                    | 6-665     | Zhongxiang shi 钟祥市    | Wenfeng-Dagoba (Pagode) von Zhongxiang (Zhongxiang)                                                      |      |
| Wudang Shan jianzhuqun 武当山建筑群                                 | 6-666     | Shiyan shi 十堰市        | Architektur im Wudang Shan (Shiyan)                                                                      |      |
| Fenghuang Shan gu jianzhuqun 凤凰山古建筑群                         | 6-667     | Zigui xian 秭归县        | Traditionelle Architektur im Fenghuang Shan (Kreis Zigui)                                                |      |
| Migong ci 米公祠                                                    | 6-668     | Xiangfan shi 襄樊市      | Migong-Tempel (Mi Fu 米芾 (1051–1107)) (Xiangfan)                                                        |      |
| Doushan Wu shi ci 陡山吴氏祠                                        | 6-669     | Hong'an xian 红安县      | Halle der Familie Wu in Doushan (Kreis Hong’an)                                                          |      |
| Sanyoudong moya 三游洞摩崖                                          | 6-844     | Yichang shi 宜昌市       | Höhle der Drei Besucher (Yichang)                                                                        |      |
| Xian Fosi shiku 仙佛寺石窟                                          | 6-845     | Laifeng xian 来凤县      | Xian (Unsterbliche)-und-Buddha-Höhlentempel (Kreis Laifeng)                                              |      |
| Dongpo chibi 东坡赤壁                                               | 6-846     | Huanggang shi 黄冈市     | Dongpo Chibi (Rote Felswand) (Huanggang)                                                                 |      |
| Cixiaogou “Caihuangmu” moya 慈孝沟“采皇木”摩崖                      | 6-847     | Zhuxi xian 竹溪县        | Cixiaogou-Caihuangmu-Stätte mit den Felsschnitzereien (Kreis Zhuxi)                                      |      |
| Li Xiannian guju 李先念故居                                         | 6-992     | Hong'an xian 红安县      | Ehemaliger Wohnsitz von Li Xiannian (Kreis Hong’an)                                                      |      |
| Dong Biwu guju 董必武故居                                           | 6-993     | Hong'an xian 红安县      | Ehemaliger Wohnsitz von Dong Biwu (Kreis Hong’an)                                                        |      |
| Hankou jindai jianzhuqun 汉口近代建筑群                             | 6-994     | Wuhan shi 武汉市         | Neuzeitliche Architektur von Hankou (Wuhan)                                                              |      |
| Yang Shoujing guju he mu 杨守敬故居和墓                             | 6-995     | Yidu shi 宜都市          | Ehemaliger Wohnsitz und Grab von Yang Shoujing (Yidu)                                                    |      |
| Hanyeping meitie changkuang jiuzhi 汉冶萍煤铁厂矿旧址               | 6-996     | Huangshi shi 黄石市      | Ehemalige Eisen- und Kohle-Fabriken und Bergwerke von Hanyeping (Huangshi)                               |      |
| Hankou Zhonghua quanguo zonggonghui jiuzhi 汉口中华全国总工会旧址   | 6-997     | Wuhan shi 武汉市         | Alte Stätte der Allchinesischen Gewerkschaftsbundes in Hankou (Wuhan)                                    |      |
| Daye bingbao jiuzhi 大冶兵暴旧址                                    | 6-998     | Daye shi 大冶市          | Stätte des Soldatenaufstandes von Daye (Okt. 1929) (Daye)                                                |      |
| Hongsan juntuan geming jiuzhi 红三军团革命旧址                      | 6-999     | Daye shi 大冶市          | Rote-Dritte-Armee-Revolution (1930) (Daye)                                                               |      |
| Wuliping geming jiuzhi 五里坪革命旧址                               | 6-1000    | Hefeng xian 鹤峰县       | Revolutionäre Stätte von Wuliping (1929–1933) (Kreis Hefeng)                                             |      |
| Zhongyuan junqu jiuzhi 中原军区旧址                                 | 6-1001    | Dawu xian 大悟县         | Stätte des Zhongyuan-Militärgebiets (Central Plains Military Region, CPMR) (Kreis Dawu)                  |      |
| Jingjiang fenhongzha 荆江分洪闸                                     | 6-1002    | Gong'an xian 公安县      | Jingjiang-Ableitungsschleuse (Kreis Gong’an)                                                             |      |
| Sanxian hangtian 066 hao daodan jidi jiuzhi 三线航天066导弹基地旧址 | 8-652     | Yuan’an xian 远安县      | Raketenbasis 066 der Dritten Front (Kreis Yuan’an)                                                       |      |